# Mery Bas
Mery Bas, nombre artístico de María José Bas Arguijo (Alicante, 29 de diciembre de 1967) es una cantante española, integrante del dúo Nebulossa, representante de España en el Festival de la Canción de Eurovisión 2024.

## Biografía
Es vecina de la localidad de Ondara (provincia de Alicante), donde regenta un centro de estética y spa, abierto desde 1974, en dicha localidad alicantina.
Empezó su carrera artística en el grupo Solar, donde realizaba los coros. En 2018, junto a su marido Mark Dasousa formó el dúo Nebulossa, en el que es la cantante. En 2024, presentó la canción «Zorra» para participar en la tercera edición del Benidorm Fest, donde obtuvieron la victoria,  por lo que representaron a España en el Festival de Eurovisión que se celebró en Malmö, Suecia, en 2024. En la final participaron 25 canciones y «Zorra» quedó en el puesto 22.

## Vida personal
En 2004 se casó con Mark Dasousa, con quien tiene dos hijos.

## Discografía

### Con Nebulossa

#### Sencillos
- «La Colmena» (2020)
- «Glam» (2021)
- «Anoche» (2022)
- «Zorra» (2024)
- «Cotilleo» (2024)
- «Venenosa» ft. Mónica Naranjo (2025)

#### Álbumes
- Poliédrica de mí (2021)